# Acryptolaria andersoni
Acryptolaria andersoni is een hydroïdpoliep uit de familie Lafoeidae. De poliep komt uit het geslacht Acryptolaria. Acryptolaria andersoni werd in 1930 voor het eerst wetenschappelijk beschreven door Totton. 